# 小行星1648

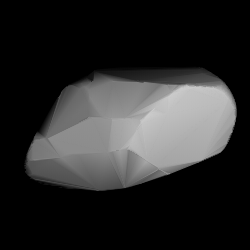
小行星1648形狀模型

小行星1648（1648 Shajna）是一颗围绕太阳公转的小行星。1935年9月5日，佩拉格婭·沙因在克里米亚发现了此天体。
該小行星以沙因的丈夫，俄羅斯天文學家格里戈里·沙因命名。
这颗小行星的绝对星等为134.29706等。